# Pauvres

Pauvres este o comună în departamentul Ardennes din nordul Franței. În 1 ianuarie 2022 avea o populație de 198 de locuitori.